# Aphaenogaster tinauti
Aphaenogaster tinauti é uma espécie de inseto do gênero Aphaenogaster, pertencente à família Formicidae.